# Spezialreinigung
Unter Spezialreinigung versteht man alle Arten von Reinigungsdiensten, die den Einsatz von Spezialmitteln erfordern – Chemikalien und Maschinen, die die besten Ergebnisse erzielen. Diese Art der Reinigung wird in der Regel von Fachfirmen mit entsprechenden Zertifikaten und Ausbildungen durchgeführt.

## Umfang der Spezialreinigung

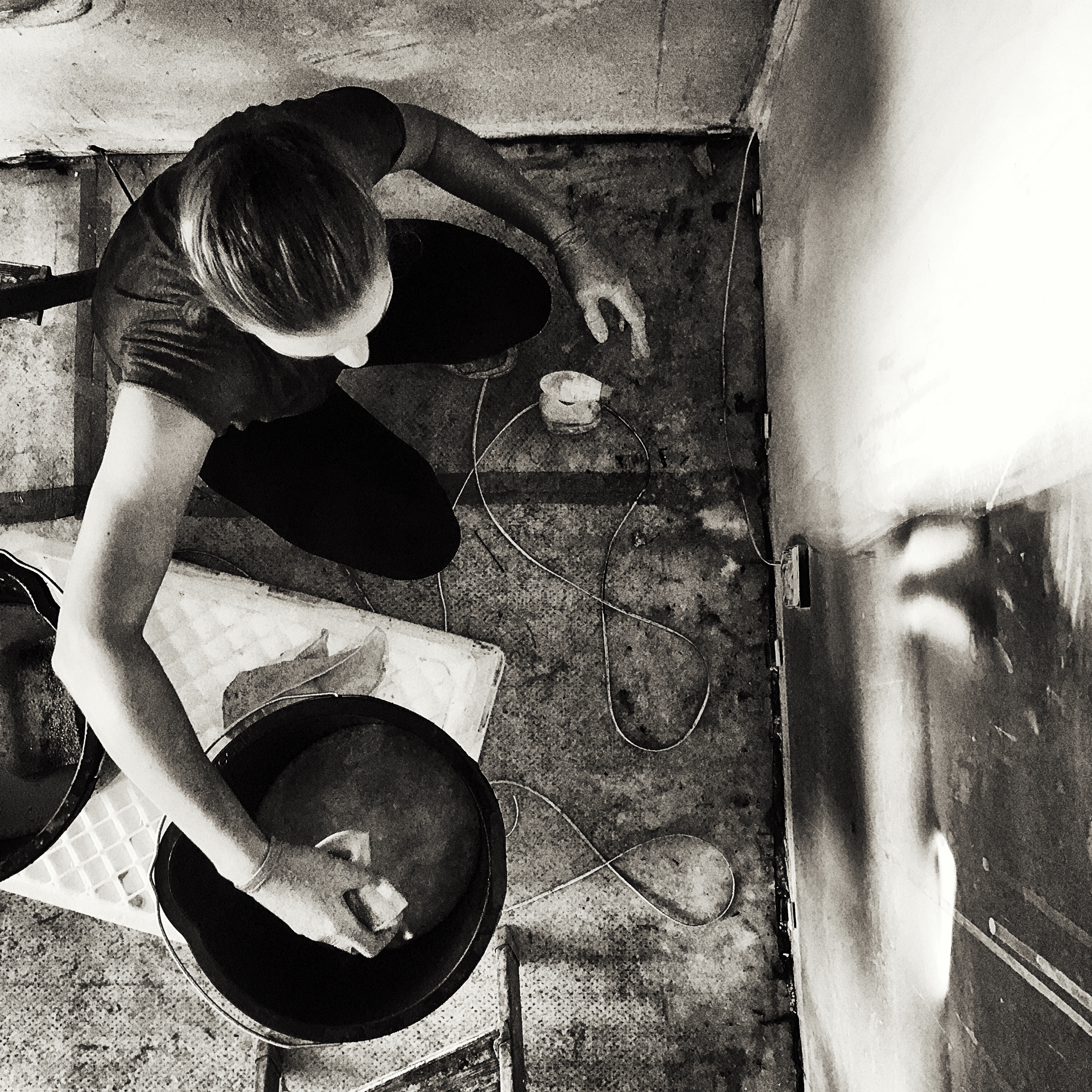
Spezialreinigung nach einem Brand

Die Spezialreinigung umfasst ein breites Spektrum der Reinigung und Desinfektion nach:
- Brand
- Todesfall
- Tieren (z. B. Vogelkot)
- Überschwemmung
- Ausfall von Sanitärnetzen
- Unfall
- den sogenannten Sammler (vernachlässigte Wohnungen)

## Mittel zur Spezialreinigung

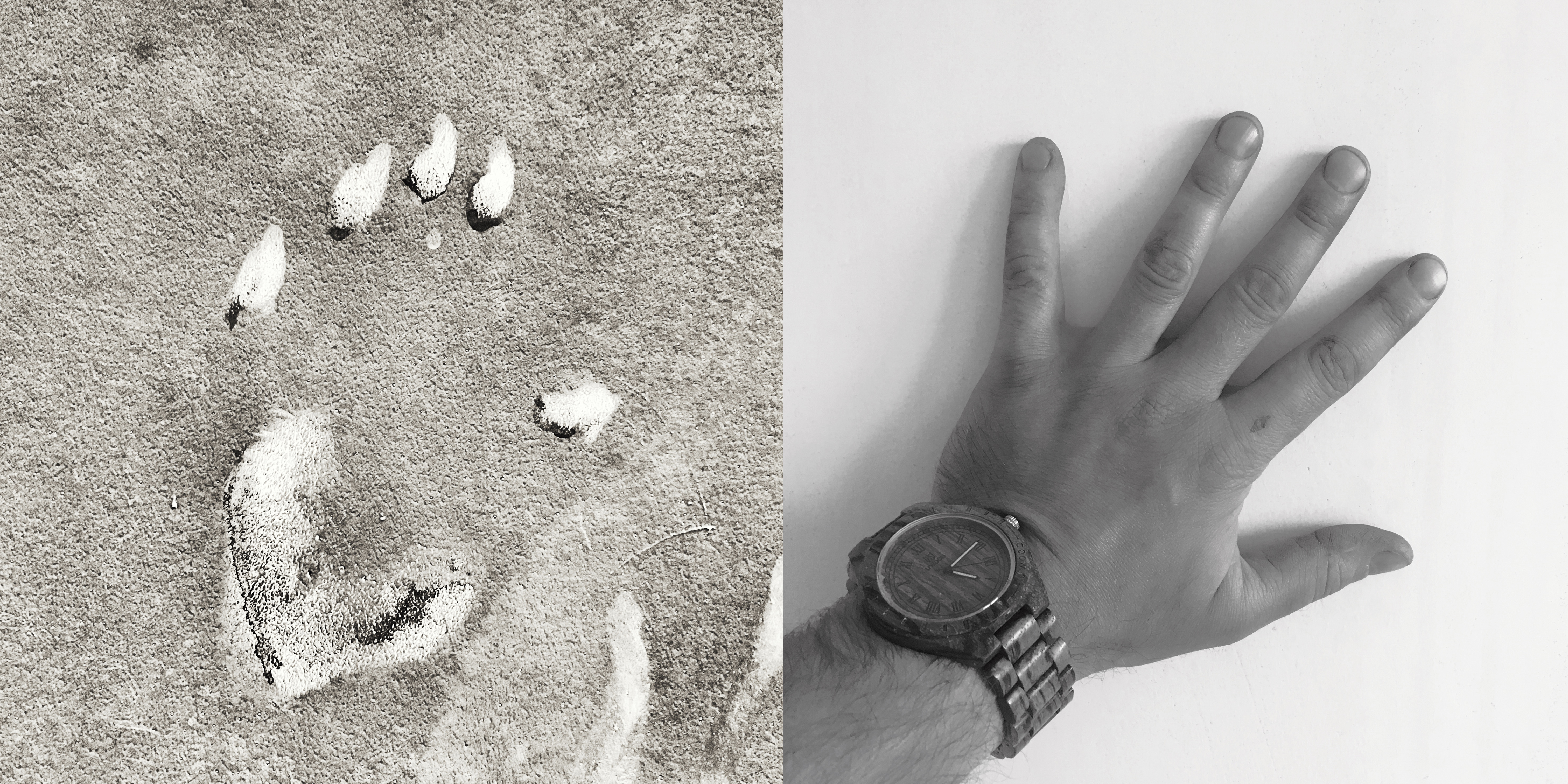
Spezialreinigung nach Brand – Foto vor und nach der Reinigung mit Spezialmitteln.

Mittel, die für die Spezialreinigung verwendet werden, gehören zur Gruppe der Reinigungsprodukte, die als professionelle Reinigungsmittel bezeichnet werden. Die Unterschiede zwischen Haushalts- und professionelle Reinigungsmittel ergeben sich aus deren Zusammensetzung. Professionelle Reinigungsmittel zeichnen sich in der Regel durch höhere Konzentrationen und größere Mengen an Wirkstoffen aus, die auch mit härtesten Verschmutzungen effektiv fertig werden.
Am häufigsten wird professionelle Reinigungsmittel verwendet für:
- Aufräumen nach einem Brand (Mittel auf der Grundlage von Kaliumhydroxid)
- Aufräumen nach Unfällen und Todesfällen (Mittel auf der Grundlage von Wasserstoffperoxid)
- Entfernung tierischer Exkremente, z. B. nach Geflügel (Mittel auf der Grundlage von Pentakaliumperoxomonosulfat und Benzolsulfonsäure)

Zur Spezialreinigung gehört auch die Ozonierung der Räume. Die Ozonierung ist die beste und effektivste Methode, um gesundheitsgefährdende Mikroorganismen und unangenehme Gerüche loszuwerden. Es zerstört auch Pilze und deren Sporen, Schimmel, Milben und alle Allergene. Das freigesetzte Ozon zerfällt in reinen Sauerstoff, reagiert auch mit den Molekülen schlechter Gerüche und neutralisiert sie.

## Maschinen für Spezialreinigung
Zur Spezialreinigung werden häufig folgende Maschinen verwendet:
- Trockeneisstrahlmaschinen
- verschiedene Arten von Industriestaubsaugern
- Ozonatoren
- UV-Lampen
- Air-Fog-ULV-Nebelgeräte
- Trockennebelsprüher
- Geräte und Maschinen für die Wiederherstellung von Dokumenten, Elektronik und Maschinen